# Carhaix-Plouguer
Carhaix-Plouguer (en bretó Karaez-Plougêr) és un municipi francès, situat a la regió de Bretanya, al departament de Finisterre. L'any 2006 tenia 7.676 habitants. El 27 de setembre de 2004 el consell municipal va aprovar la carta Ya d'ar brezhoneg. A l'inici del curs 2007 el 24,2% dels alumnes del municipi eren matriculats a la primària bilingüe. Plouguer es va unir amb Carhaix el 1956. Carhaix fou l'antiga Vorgium capital dels osismes.

## Demografia
| Evolució de la població Cassini et INSEE |       |       |       |       |       |       |       |       |
| 1793                                     | 1800  | 1806  | 1821  | 1831  | 1836  | 1841  | 1846  | 1851  |
| 2 574                                    | 2 660 | 2 485 | 2 532 | 2 995 | 2 934 | 2 981 | 3 160 | 3 112 |

| 1856  | 1861  | 1866  | 1872  | 1876  | 1881  | 1886  | 1891  | 1896  |
| ----- | ----- | ----- | ----- | ----- | ----- | ----- | ----- | ----- |
| 3 265 | 3 135 | 3 292 | 3 399 | 3 505 | 3 845 | 3 790 | 4 086 | 4 119 |

| 1901  | 1906  | 1911  | 1921  | 1926  | 1931  | 1936  | 1946  | 1954  |
| ----- | ----- | ----- | ----- | ----- | ----- | ----- | ----- | ----- |
| 4 419 | 4 680 | 4 732 | 5 237 | 5 548 | 5 686 | 5 734 | 5 804 | 5 420 |

| 1962  | 1968  | 1975  | 1982  | 1990  | 1999  | 2006 | 2011 | 2016 |
| ----- | ----- | ----- | ----- | ----- | ----- | ---- | ---- | ---- |
| 6 065 | 7 049 | 8 210 | 8 591 | 8 198 | 7 648 | -    | -    | -    |

| 2019 | - | - | - | - | - | - | - | - |
| ---- | - | - | - | - | - | - | - | - |
| -    | - | - | - | - | - | - | - | - |

## Administració
| Període   | Identitat         | Partit        |
| --------- | ----------------- | ------------- |
| 1977-1995 | Jean-Pierre Jeudy | PCF,          |
| 1995-2001 | André Le Roux     |               |
| 2001-     | Christian Troadec | Divers gauche |

## Personatges il·lustres
- Vefa de Bellaing, intel·lectual bretona.